# 은천군
은천군(銀泉郡)은 조선민주주의인민공화국의 황해남도의 북부에 위치한 군이다.

## 지리
북쪽은 대동강 하구에 접하고 있다. 서쪽으로 은률군, 남쪽으로 안악군과 인접하고 동쪽으로 황해북도 황주군과 서로 마주 본다.

## 역사
일제강점기에는 황해도 안악군의 일부였다. 1952년에 은홍면, 대행면, 서하면, 안곡면, 룡문면 등의 면이 안악군으로부터 분리되어 은천군이 되었다.

## 행정 구역
1읍 22리로 구성된다.
- 은천읍 (銀川邑)
- 초교리 (草郊里)
- 덕양리 (德陽里)
- 신창리 (新倉里)
- 남산리 (南山里)
- 매화리 (梅花里)
- 동창리 (東蒼里)
- 은혜리 (恩惠里)
- 학천리 (鶴泉里)
- 안리 (安里)
- 학월리 (鶴月里)
- 정동리 (亭洞里)
- 덕천리 (德泉里)
- 초정리 (椒井里)
- 마두리 (馬頭里)
- 복두리 (卜頭里)
- 제도리 (諸島里)
- 량담리 (兩潭里)
- 송봉리 (松峰里)
- 삼산리 (三山里)
- 청대리 (靑大里)
- 양지리 (陽地里)
- 남해리 (南海里)